# 稲川当国
稲川 当国（いながわ とうこく、生没年不詳）は、江戸時代前期の俳人。号は了華亭。

## 経歴・人物
江戸の人物で、初め志水盤谷、のち服部嵐雪に師事。